# Nordis
Das Nordis-Magazin ist eine deutsche Zeitschrift, die regelmäßig über die nordeuropäischen Länder Dänemark, Finnland, Grönland, Island, Norwegen und Schweden berichtet. Reise- und Outdoor-Reportagen sowie touristische Informationen bilden dabei den Hauptteil der Beiträge. Nachrichten aus Politik, Kultur und Wirtschaft der nordischen Länder sowie Rezensionen zu Literatur und Film ergänzen das Programm. Seit 1994 erscheint das Magazin sechsmal jährlich.

## Redaktion
Nordis hat seinen Sitz in Essen. Chefredakteurin ist Susanne Schernewski (seit 2018). Neben einem festen Stamm an Redakteuren schreiben Journalisten und freie Autoren in allen nordeuropäischen Ländern für das Nordeuropa-Magazin und liefern neben Reportagen, Hintergrundberichte und Neuigkeiten aus dem hohen Norden.

## Zielgruppe
Nordis richtet sich an eine breit gefächerte Leserschaft von Skandinavienfans und Nordeuropa-Enthusiasten. Der Fokus erstreckt sich dabei von Individual- über Gruppenreisende bis hin zum Familienurlauber. Liebhaber der skandinavischen Kultur finden genauso wie Naturbegeisterte und Outdoor-Aktive ein weites Spektrum aktueller Berichterstattung über Skandinavien, Finnland sowie Grönland und die Färöer. Aktuelle Umfragen zeigen, dass im Durchschnitt 2,5 Personen pro Heft das Magazin lesen.

## Heftinhalte
Der Schwerpunkt von Nordis liegt bei Reisen mit dem Pkw, Wohnmobil oder öffentlichen Verkehrsmitteln. Neben Trekking-, Bike-, Kanutouren aus dem Outdoor-Bereich finden auch winterliche Erlebnisse wie z. B. Langlauf und Skifahren, aber auch Husky- und Motorschlittentouren, Eisangel-Ausflüge oder Nordlichtexkursionen ihren Eingang in das Magazin und wecken Lust auf den nächsten Aktivurlaub. Es gibt einen Reiseservice mit aktuellen Reise-News. Dazu kommt die Präsentation neuester Outdoor-Produkte und Tipps für die nordische Outdoor-Praxis. Die Rubriken Nordeuropa Aktuell und Wirtschaft liefern dem interessierten Leser Nachrichten aus Politik, Gesellschaft und Ökonomie der einzelnen Länder Nordeuropas. Ergänzt wird dies durch Tipps für neue Bücher, Filme und CDs. Und zu guter Letzt findet sich für Skandinavien-Reisende ein Veranstaltungskalender mit Events in ganz Nordeuropa und Deutschland.

## Nordis Reisehandbuch
Einmal im Jahr in aktualisierter Auflage erscheint das Nordis Reisehandbuch, ein Reiseführer mit sehr umfangreichem Informationsmaterial für Reisende nach Nordeuropa. Von A wie Anreise bis Z wie Zollbestimmungen liefert das Reisehandbuch im Taschenbuchformat Hinweise für die Anreise und die Reise ins Urlaubsland, Veranstaltungstipps, einen Aktivteil mit Tipps für den Sommer und Winter sowie wichtige Adressen in den jeweiligen Urlaubsländern.

## SkandinavienWelt
Die SkandinavienWelt ist ein Teil der Reise+Camping, der alljährlich im Februar in  Essen stattfindenden größten Frühjahrsmesse für Reise, Touristik, Camping und Caravaning in Westdeutschland. In einer vom Nordis Verlag organisierten und betreuten Sonderpräsentation stellen dort Anbieter aus Nordeuropa sowie Veranstalter mit Ziel Skandinavien ihr Angebot rund um das Thema Reisen und nordische Lebensart vor. Außerdem runden typisch skandinavische Mode- und Schmuckstände, kulinarische Leckerbissen und Musik aus dem Norden Europas das Messeprogramm ab. Seit 2019 gibt es auch eine weitere SkandinavienWelt als Teil der T&C Touristik & Caravaning in Leipzig.

## Vertrieb
Nordis erscheint in einer IVW-geprüften Auflage von  verkauften Exemplaren. Erhältlich ist das Nordeuropa-Magazin beim Zeitschriftenhändler, im Bahnhofsbuchhandel oder online.